# Marlow Moss
Marjorie Jewel "Marlow" Moss (29 de mayo de 1889-23 de agosto de 1958) fue una artista constructivista británica que trabajó en pintura y escultura.

## Biografía
Nació en el barrio de Kilburn en Londres, hija de Lionel y Fannie Moss. Tras el fallecimiento de su padre en 1897 se mudó junto a su familia a Richmond, para vivir en la casa de un tío. En su infancia, la música fue su principal interés, pero sus estudios de piano se vieron interrumpidos durante años al contraer tuberculosis. Posteriormente se dedicó al ballet.
Moss estudió arte en la St John's Wood Art School, la Slade School of Fine Art y la Académie Moderne. Entre sus intereses se encontraban las obras de Friedrich Nietzsche y Arthur Rimbaud, y también estudió las pinturas de Rembrandt y Vincent Van Gogh. Hacia 1919 cambió su nombre de Marjorie a uno de género neutral, Marlow, y adoptó una apariencia masculina. Esto fue precipitado por un "choque de naturaleza emocional" y el abandono de sus estudios en Slade, para vivir sola en Cornualles. Aunque su expresión de género se alejaba de lo convencional, según los registros existentes sus cercanos utilizaban pronombres femeninos para referirse a Moss.
En 1927 se trasladó a París y conoció a la escritora neerlandesa Antoinette Hendrika Nijhoff-Wind, quien se convirtió en su pareja. Fue a través de ella que conoció al pintor Piet Mondrian. Ambos artistas se influyeron mutuamente en el uso de la doble línea. Mientras Mondrian diseñaba sus composiciones de manera intuitiva, Moss ocupaba un enfoque matemático.
Moss fue alumna de Fernand Léger y Amédée Ozenfant en la Académie Moderne. Fue miembro fundador de la asociación Abstracción-Creación y la única artista británica que apareció en los cinco anuarios publicados por el grupo.
Al comienzo de la Segunda Guerra Mundial se fue de Francia para vivir cerca de la ensenada de Lamorna, en Cornualles, y estudiar arquitectura en la Penzance School of Art. Durante el resto de su vida vivió y trabajó en Cornualles, visitando frecuentemente París. Un vecino de Lamorna la describió como ″un alma querida″ que solía dar a todos los niños del pueblo un regalo de Navidad. El vecino, cuando era niño, solía asomarse a su estudio para verla pintar: "La veíamos pasearse arriba a abajo, pasearse, pasearse. Y luego dibujaba una línea recta. Su trabajo era todo líneas rectas y cubos. Luego se paseaba hacia arriba y hacia abajo de nuevo y luego - uh, dibujaba un cuadrado".
Erica Brausen organizó exposiciones individuales de su obra en la Hanover Gallery de Londres en 1953 y 1958. Otras exposiciones tuvieron lugar en el Museo Stedelijk de Ámsterdam en 1962 y en el Ayuntamiento de Midelburgo en la primavera de 1972.
Moss falleció en Penzance a los 69 años.

## Colecciones
La obra de Moss se encuentra en la colección del Museo de Israel, el Museo Stedelijk de Ámsterdam, el Museo Kröller-Müller de Otterlo, el Museo de Arte de La Haya, el Museum of Modern Art de Nueva York y el Tate Britain de Londres.

## Publicaciones
- Moss, Marjorie (1932). «[Puisque c'est le but de cet almanach d'introduire le public le domaine de l'art non-figuratif...]». Abstraction-création: Art non-figuratif (en francés) 1: 26.
- Moss (1933). «[Quelle est l'influence des arbres sur ma peinture?]». Abstraction-création: Art non-figuratif (en francés) 2: 29.